# 陸軍士官学校卒業生一覧 (日本)
陸軍士官学校卒業生一覧 (日本)（りくぐんしかんがっこうそつぎょうせいいちらん（にほん））は、陸軍士官学校 (日本)の卒業生・修了生の一覧である。
なお、原則としてWikipediaに記事が存在する人物を掲載する。また、海外出身者以外は原則として「アイウエオ順」で配列し、丸数字は席次を示す。陸軍航空士官学校関係者については同項目を参照。

## 卒業生等

### 陸軍兵学寮
- 明治3年12月入学、明治5年6月卒業、明治6年5月任少尉
  - 大将：安東貞美
- 明治7年2月入学、明治7年10月少尉試補、明治8年1月任少尉
  - 大将：中村覚
- 明治7年3月入学、明治9年少尉試補、明治8年3月任工兵少尉
  - 大将：鮫島重雄
- 明治7年10月入学、明治9年3月少尉試補、明治10年5月任少尉
  - 大将：一戸兵衛（教育総監）

### 士官生徒
※士官生徒は少尉任官は一律に行われるが、卒業は兵科毎に差がある。

#### 旧1期
明治8年1月28日 - 2月入校、1877年7月18日 - 12月22日任官、117名。西南戦争にて戦没者34名
- 皇族：元帥陸軍大将伏見宮貞愛親王
- 中将：石本新六・木越安綱・小泉正保・中田時懋・南部辰丙・牟田敬九郎・山根武亮・依田広太郎
- 少将：伊崎良煕・伊地知季清・太田栄次郎・河井瓢・小島好問・林錬作
- 大尉：酒匂景信

#### 旧2期
明治8年12月入校、明治12年2月1日任官、136名
- 大将：井口省吾・大迫尚道・大谷喜久蔵（教育総監）
- 中将：石井隼太・伊地知幸介・税所篤文・渋谷在明・仙波太郎・田村怡与造・豊島陽蔵・長岡外史・兵頭雅誉・松本鼎・宮本照明・村木雅美・村田惇・山田忠三郎
- 少将：加藤泰久・栗山勝三・田内三吉・鷹司煕通・深谷又三郎
- 少佐：山田一男

#### 旧3期
西南戦争中の1877年5月入校、明治12年（1879年）12月22日任官、96名
- 元帥：上原勇作（陸相、教育総監、参謀総長）
- 大将：秋山好古（教育総監）・内山小二郎・柴五郎・本郷房太郎
- 中将：青木宣純・石橋健蔵・大久保徳明・落合豊三郎・川村宗五郎・楠瀬幸彦（陸相）・榊原昇造・藤井茂太
- 少将：北川武・鶴見数馬・東郷八郎左衛門・馬淵正文・山口圭蔵・渡辺忠三郎
- 少佐：森雅守
- 大尉：神藤才一
- 中尉：青山忠誠

#### 旧4期
明治12年1月入校、明治14年（1881年）12月24日任官、58名
- 中将：大沢界雄・大島健一・岡市之助（陸相）・萩野末吉・斎藤力三郎・林太一郎・山口勝
- 少将：今沢義雄・奥村元佶・横田宗太郎
- 少佐：根津一・山口鋠（旧姓：成澤）

#### 旧5期
明治13年2月入校、明治15年（1882年）12月25日任官、60名
- 大将：松川敏胤・由比光衛
- 中将：阿部貞次郎・小原伝・久能司・豊辺新作・星野金吾・本多道純
- 少将：江藤鋪・恒吉忠道・日匹信亮（主計監）
- 大尉：荒尾精
- 中尉：三善清之

#### 旧6期
明治14年1月入校、明治16年（1883年）12月25日任官、59名
- 皇族：元帥陸軍大将閑院宮載仁親王（参謀総長）
- 大将：明石元二郎・大井成元・立花小一郎・仁田原重行
- 中将：足立愛蔵・安藤厳水・蠣崎富三郎・野口坤之・牧野淸人・松石安治
- 少将：相浦多三郎・橋口勇馬・依田昌兮
- 中佐：花田仲之助

#### 旧7期
明治15年8月入校、明治18年（1885年）6月18日任官、61名
- 大将：宇都宮太郎・島川文八郎
- 中将：井上仁郎・河内礼蔵・柴勝三郎・竹下平作・村岡恒利・堀内文次郎
- 少佐：梶川重太郎（自死）

#### 旧8期
明治16年9月入校、明治19年（1886年）6月25日任官、144名
- 大将：大庭二郎（教育総監）・河合操（参謀総長）・田中義一（陸相）・山梨半造（陸相）
- 中将：浅川敏靖・栗田直八郎・小池安之・佐藤鋼次郎・永沼秀文・橋本勝太郎・藤井幸槌・宮田太郎・山田良水
- 少将：伊豆凡夫・守田利遠

#### 旧9期
明治17年9月入校、明治20年（1887年）7月21日任官、189名
- 大将：田中弘太郎・福田雅太郎・町田経宇
- 中将：木下宇三郎・浄法寺五郎・白井二郎・白水淡・武内徹・筑紫熊七・福原銭太郎・古海厳潮
- 少将：伊部直光・今屋友次郎・草生政恒
- 大佐：岩倉久米雄・吉岡友愛（戦死特進）
- 中佐：橘周太（戦死）
- 少佐：山名義路

#### 旧10期
明治18年9月入校、明治21年（1888年）7月28日任官、158名
- 大将：尾野実信
- 中将：金久保万吉・高島友武・田村沖之甫・松浦寛威・山田隆一・与倉喜平・渡辺岩之助
- 少将：加瀬倭武・名和長憲
- 大佐：高倉永則・柳生俊久
- 少佐：太秦供康
- 大尉：樋口誠康

#### 旧11期
明治19年8月入校、明治22年（1889年）7月26日任官、207名
- 大将：菊池慎之助（教育総監）・奈良武次
- 中将：河村正彦・斎藤季治郎・高山公通・西川虎次郎・久松定謨・横山彦六
- 少将：土井市之進・長尾駿郎・樋口喜吉
- 大佐：日野強
- 中佐：清水谷実英・松浦靖
- 少佐：石光真清

### 士官候補生以降

#### 1期
明治23年（1890年）7月26日卒業、明治24年（1891年）3月26日任官、147名
- 大将：鈴木荘六（参謀総長）・白川義則（陸相）・宇垣一成（陸相）
- 中将：石坂善次郎・石光真臣・市川堅太郎・井戸川辰三・内野辰次郎・大多和新輔・児島惣次郎・志岐守治・中島正武・長野準四郎・両角三郎・山田陸槌
- 少将：岩崎初太郎・岩谷龍太郎・岡本茂若・神戸次郎・隈部親信・佐藤房隆・鈴木朝資・中山民三郎・森邦武・渡辺兼二
- 中佐：大越兼吉
- 少佐：長谷川戍吉
- 清国留学生：張紹曾・蔣雁行

#### 2期
明治24年（1891年）7月30日卒業、明治25年（1892年）3月21日任官、148名
- 大将：菅野尚一・森岡守成・鈴木孝雄
- 中将：稲垣三郎・奥村鋭作・小田切政純・小野寺重太郎・神頭勝弥・坂西利八郎・長坂研介・南部麒次郎・尾藤知勝・星野庄三郎・矢野目孫一・山田四郎・山田虎夫・吉江石之助
- 少将：浅野丈夫・蟻川五郎作・上田兵吉・嘉悦敏・金田房吉（旧姓：十時）・久米徳太郎・黒田善治・杉村勇次郎・高橋直武・東郷辰二郎・野沢悌吾・平城盛次・藤田禎一郎・藤津準一・舟尾鉄膓・船橋芳蔵・古川岩太郎・山根一貫・吉橋徳三郎（自決）
- 少佐：西久保豊一郎・福島泰蔵（戦死）

#### 3期
明治25年（1892年）7月23日卒業、明治26年（1893年）3月13日任官、137名
- 元帥：武藤信義（教育総監）
- 中将：朝久野勘十郎・上田太郎・大野豊四・大島又彦・佐多武彦・高柳保太郎・種子田秀実
- 少将：市瀬敬三郎・岩田恒・小山田勘二・海宝精・沓谷栄輔・鍋島直明・長谷川猪三郎・矢木亮太郎・山内正生
- 大佐：水野降禄
- 清国留学生：劉詢・潘矩楹・王永泉・呉光新・張樹元・賈徳耀・傅良佐

#### 4期
明治26年（1893年）7月25日卒業、明治27年（1894年）3月7日任官、188名
- 大将：磯村年・井上幾太郎・田中国重
- 中将：岡田重久・浜面又助・東乙彦・松村法吉・向西兵庫・柚原完蔵・渡辺為太郎
- 少将：市来保二郎・岩井勘六・植岡寛雄・大島良三郎・奥田為熊・奥野幸吉・加藤豊三郎・杉山正之・沼田団太郎・野島貫一・藤田直太郎・古木秀太郎・牧野正臣・元田亨吉・山下五三郎・山田喜八
- 清国留学生：盧金山・何佩瑢

#### 5期
明治27年（1894年）7月27日卒業、明治27年（1894年）9月18日任官、213名
- 大将：金谷範三（参謀総長）・菱刈隆・岸本鹿太郎・吉田豊彦
- 中将：井上一次・木村戒自・木村茂（主計総監）・国司伍七・佐藤小次郎・鈴木一馬・曽田孝一郎・高橋於兎丸・竹上常三郎・田村守衛・津野一輔・引田乾作・福原佳哉・牧達之・宮地久寿馬・村岡長太郎・山田良之助
- 少将：石川忠治・梅津喜一・大村純英・奥田重栄・河上清吉・木藤弥太郎・黒河内信次・千田嘉平・高梨慶三郎・富塚貞一郎・平野秋夫・松江豊寿・丸野勝喜・山崎友造・吉原岩吉
- 大佐：服部米次郎
- 清国留学生：姜登選・陳儀

#### 6期
明治28年（1895年）1月1日卒業、明治28年（1895年）5月22日任官、216名
- 大将：南次郎（陸相）
- 中将：有川鷹一・奥野英太郎・香椎秀一・貴志弥次郎・長谷川直敏・三井清一郎（主計総監）・村田信乃・安満欽一・和田亀治・渡辺寿
- 少将：家永直太郎・磯部昌朔・梅田岩樹・江口鎮白・岡田誠道・木村益三・古賀義勇・斎藤常三郎・坂初枝・佐藤安之助・津野田是重・永田小太郎・長渡忠被・東正彦・安原啓太郎・渡部勇
- 大佐：小倉英季・関東・松尾伝蔵・永山武敏
- 清国留学生：周蔭人・唐蟒・孫伝芳・朱綬光・葉荃

#### 7期
明治29年（1896年）5月27日卒業、明治30年（1897年）1月25日任官、270名
- 皇族：元帥陸軍大将久邇宮邦彦王・元帥陸軍大将梨本宮守正王
- 大将：畑英太郎・緒方勝一
- 中将：安芸晋・伊丹松雄・稲垣清・上原平太郎・奥平俊蔵・菊池武夫・木原仙八・桑田安三郎・小泉六一・静間知次・白石通則・高田豊樹・二子石官太郎・福田彦助・松井兵三郎・峯幸松・山本清次・吉岡顕作・李秉武（韓国留学生）
- 少将：石井常造・大竹沢治・朽木綱貞・栗原重平・黒江英次・河野鉎次郎・河野恒吉・小松八四郎・志賀剛二・鈴木義雄・高須俊次・竹田津弥・多田庫雄・中川茂雄・羽入三郎・馬場儀雄・藤井清水・星村市平・堀内龍明・壬生基義・守永弥惣次・渡辺好延
- 大尉：川喜多大治郎（免官）

#### 8期
明治29年（1896年）11月26日卒業、明治30年（1897年）6月28日任官、292名
- 李氏朝鮮からの留学生を本格的に受け入れる。
- 大将：林銑十郎・渡辺錠太郎
- 中将：新井亀太郎・金山久松・汾陽光二・木下文次・木原清・永井来・林弥三吉・原口初太郎・三好一
- 少将：青山寛・宇山熊太郎・神尾直次・小出三郎・斎藤徳匡・桜井源之助・鈴木文次郎・田所浪吉・長嶺俊之助・松野亀雄・南沢岩吉・三輪秀一
- 中佐：千坂洋三郎・山田英夫
- 清国留学生：于珍・楊宇霆・張煥相

#### 9期
明治30年（1897年）11月29日卒業、明治31年（1898年）6月27日任官、650名
- 大将：阿部信行・荒木貞夫（陸相）・林仙之・⑳本庄繁・㊲真崎甚三郎（教育総監）・②松井石根
- 中将：㉒赤井春海・大村齊・岡本連一郎・㉘黒崎延次郎・坂部十寸穂・藤田鴻輔・室兼次・㉔山内静夫・山本鶴一・㊶渡辺金造・趙性根（韓国留学生）
- 少将：秋山愛二郎・宇野捨二・小山満雄・久保精唯・栗田真之助・坂井兵吉・相良広一・高島弥之助・竹内栄喜・津田増次郎・中村直蔵・平沢安次郎・広瀬季彦・本城嘉守・宮崎虎喜・㊿武川寿輔・山内岳造・李煕斗（韓国留学生）・王瑜植（韓国留学生）
- 大佐：杉本弘蔭・高島已作
- 大尉：⑨小松慶也
- 清国留学生：王金鈺

#### 10期
明治31年（1898年）11月25日卒業、明治32年（1899年）6月27日任官、649名
- 大将：川島義之（陸相）・植田謙吉・⑦西義一（教育総監）・④松木直亮
- 中将：厚東篤太郎・鎌田弥彦・⑱黒沢準（没後進級）・斎藤恒・篠田次助・関谷連三・古谷清
- 少将：押川公実・小野庄造・倉島富次郎・瀬戸口弥太郎・辰巳富吉・原田宗一郎・冨家政市・堀吉彦・⑩水町竹三（満州国軍中将）・溝口直亮
- 大佐：伊吹元五郎・栗原幸衛・鶴見宜信・町野武馬・藁谷勇三郎
- 中佐：日野熊蔵
- 大尉：矢島専平（旧姓：小倉）
- 中尉：池田仲博・水野忠宜

#### 11期
明治32年（1899年）11月21日卒業、明治33年（1900年）6月22日任官、670名
- 元帥：寺内寿一（陸相、教育総監）
- 大将：①岸本綾夫
- 中将：浅田良逸・⑲荒蒔義勝・安藤紀三郎・井染祿朗・井上達三・坂本政右衛門・佐藤子之助・四王天延孝・多門二郎・広瀬寿助・②松井七夫・馬渕直逸（没後進級）・森寿・森連・若山善太郎・魚潭（韓国留学生）
- 少将：石丸志都磨（満州国軍中将）・上野西郎・江藤源九郎・斎藤稔・渋谷寿一・高城荘吉・西四辻公堯・長谷川国太郎・蜂須賀喜信・堀之内直・山口十八
- 大佐：西郷従徳・立見豊丸
- 中佐：奥田直恭
- 少佐：山内豊景
- 大韓帝国軍正領：盧伯麟

#### 12期
明治33年（1900年）11月21日卒業、明治34年（1901年）6月25日任官、655名
元帥陸軍大将を輩出した最後期
- 元帥：⑦杉山元（陸相、教育総監、参謀総長）・⑪畑俊六（陸相、教育総監）
- 大将：小磯国昭 (内閣総理大臣)
- 中将：稲垣孝照・岩越恒一・牛島貞雄・⑥梅崎延太郎・大谷一男・香椎浩平・蒲穆・郷田兼安・⑬杉原美代太郎・瀬川章友・武田秀一・⑳外山豊造・二宮治重・秦真次・原田敬一・深沢友彦・深見新之助・毛内靖胤・柳川平助・横須賀辰蔵
- 少将：伊藤政之助・今井信夫・蟹江冬蔵・日下部道徳・斎藤瀏（免官）・須田實・高山輝義・竹下範国・藤野嘉市・三宅篤夫・村田凱一・山本芳輔・和田秀来
- 大佐：後藤秀四郎・前田勇・山縣初男
- 大尉：升田憲元
- 清国留学生：鄒作華

#### 13期
明治34年（1901年）11月22日卒業、明治35年（1902年）6月23日任官、722名
- 大将：⑲中村孝太郎（陸相）
- 中将：㊾石井英橘・㉞市瀬源助・㉓植村東彦・㉖小杉武司・嶋永太郎・⑩建川美次・筒井正雄・③中岡弥高・中島三郎・①林桂・林茂清・㊼広瀬猛・福田袈裟雄・⑧堀丈夫・⑮三宅光治・武藤一彦
- 少将：一色留次郎・梅戸綽・大川寿賀・加藤鋠二・嘉村達次郎・川原侃・櫻井忠温・佐藤直・名越時中・新山福治・⑫西浜司馬吉・西原矩彦・林業・別技嘉助・三坂隆精・三ツ木秀治・山田卯三男・渡部友次郎
- 大佐：④小林順一郎・㊴福井重記・宮地久衛
- 少佐：井田磐楠
- 大尉：石川三郎・金谷元朗・志賀直方
- 中尉：乃木勝典（戦死）

#### 14期
明治35年（1902年）11月22日卒業、明治36年（1903年）6月26日任官、702名
- 大将：㉓西尾寿造（教育総監）・②古荘幹郎・山田乙三（教育総監）
- 中将：㉘飯田恒次郎・⑥伊東政喜・宇佐美興屋・大塚堅之助・⑤小川恒三郎（没後進級）・⑲香月清司・⑱郷竹三・児玉友雄・㊷佐藤三郎・佐村益雄・㊼渋谷伊之彦・⑨清水喜重・鈴木美通・末松茂治・㉕高田友助・高橋貞夫・時乗寿・⑯橋本虎之助・③久村種樹・森田宣・山室宗武・吉富庄祐
- 少将：安達十六・安部秋彦・安藤伊三郎・⑩遠藤五郎・岡原寛・沖直道・小住七五三・面高俊雄・木藤郁三・黒田周一・酒井幾造・酒匂宗次郎・佐藤正・佐藤美千代・㉛篠原四郎・⑧高木尚右・竹嶌藤次郎（没後進級）・武田額三（没後進級）・武富藤吉・継屯・角田政之助・坪井善明・坪川脩吉・鶴見駿太郎・長岡正雄・中牟田辰六・㊸中屋良雄・溝口清・峰尾甲一・宮成勝哉・宮村俊雄・村井清規・安川三郎・山内保次・㊾山中三郎・吉崎隆・吉永吉次
- 少佐：四条隆愛・水谷吉蔵
- 大尉：寺島敏三
- 中尉：南部利祥（戦死）

#### 15期
明治36年（1903年）11月30日卒業、明治37年（1904年）2月12日任官、708名
- 皇族：陸軍少将竹田宮恒久王
- 大将：⑦梅津美治郎（参謀総長）・㊱多田駿・蓮沼蕃
- 中将：今井清・岩佐禄郎・川岸文三郎・河村恭輔・上村清太郎・島省三・④下元熊弥・田代皖一郎・㉓多田礼吉・田中稔・谷寿夫・徳川好敏・㉜中島今朝吾・③永持源次・中山徳治・松浦淳六郎・松田巻平・三毛一夫・村井勝・山岡重厚・⑩山崎定義・山田健三
- 少将：荒川真郷・伊丹政吉・大内収多・大場弥平・金子因之・兼松成器・鎌田正信・小嶋時久・古城胤秀・篠原三郎・周藤歓一郎・谷儀一・中井武三・長屋尚作・仁礼精粋・長谷部照俉・林幸司・人見順士・平田重三・平山繁・依田四郎・金應善（韓国留学生）
- 大佐：河本大作・古賀伝太郎（没後進級）・米田国臣・戸田忠庸・宮脇長吉
- 少佐：野津鎮之助
- 大尉：高橋花山・綿貫六助
- 中尉：乃木保典（戦死）

#### 16期
明治37年（1904年）10月24日卒業、明治37年（1904年）11月1日任官、549名
- 大将：㊼安藤利吉（教育総監）・㊱板垣征四郎（陸相）・⑥岡村寧次・⑧土肥原賢二（教育総監）
- 中将：磯谷廉介・㉒牛島実常・浦澄江・大串敬吉・小笠原数夫・⑰尾高亀蔵・⑤小畑敏四郎・④桑木崇明・志岐豊・㉔鈴木元長・周山満蔵・㉑園部和一郎・田辺松太郎・谷口元治郎・①永田鉄山（相沢中佐事件により昇任)・⑪中山蕃・⑮藤田進・⑨松井命・松村修己
- 少将：赤松寅七・秋川正義・石川房三・伊藤貞雄・木造巳之蔵・澤木元雄・志道保亮・谷実夫・土居稲生・林大八（没後進級）・藤井重郎（没後進級、満州国軍中将）・星川久七・増田久猛・松井勝二・水野保・持永浅治・②森五六・山県楽水・遊佐幸平・横浜和義・吉村憬・渡辺吉太郎
- 少佐 : 黒木親慶

#### 17期
明治37年（1904年）入校、明治38年（1905年）3月30日卒業、明治38年（1905年）4月21日任官、363名
- 大将：㊴後宮淳・⑫東條英機（内閣総理大臣、陸相、参謀総長）・前田利為
- 中将：④飯田貞固・岩松義雄・上野良丞・⑲江橋英次郎・㉛荻洲立兵・佐伯清一・佐枝義重・①篠塚義男・篠原誠一郎・⑥鈴木重康・辻邦助・牧野正迪・松村正員・三宅俊雄・⑩吉住良輔・㊶渡久雄
- 少将：石井虎雄・伊藤精司・㉓井上乙彦・今村基成・大島陸太郎・奥保夫・⑨工藤義雄・近藤清・斎藤春三・斎藤済一・佐々木吉良・⑦柴平四郎・高橋勘二・高屋庸彦・舘余惣・田端八十吉・㊼野澤北地・林真・星松尾・牧次郎・三浦嘉門・山本寿美
- 大佐：木本氏房・兒玉常雄
- 少尉：斎藤利衛

#### 18期
明治38年（1905年）11月25日卒業、明治39年（1906年）6月26日任官、920名
- 大将：阿南惟幾（陸相）・⑤岡部直三郎・藤江恵輔・山下奉文・④山脇正隆
- 中将：浅川一衛・安達十九・甘粕重太郎・安藤三郎・安藤麟三・井関隆昌・伊藤義雄・稲葉四郎・井上政吉・大久保雄賢・大島浩・菊池門也・黒岩義勝・久納誠一・小泉恭次（自決）・小島吉蔵・小松原道太郎・②酒井鎬次・佐々木到一・佐竹保治郎・澤田茂・重藤千秋・田島栄次郎・田尻昌次・田村元一・土橋一次・常岡寛治・内藤正一・中島鉄蔵・長瀬武平・中村音吉・波田重一・浜本喜三郎・広野太吉・①安井藤治・安岡正臣（法務死）・矢野機・山田栴二・鷲津鈆平
- 少将：秋山充三郎・浅間義雄・飛鳥井雅四・和泉市蔵・井上三郎・今中武義・上野亀甫・大谷清麿・河村董・小林準・土屋兵馬・長岡寿吉・長嶺亀助・二宮晋一・根上清太郎・平野助九郎・広瀬勝滋・藤懸末松・森尻伊祐・安井栄三郎・山口三郎・山村新・横山正雄・吉野栄一郎・笠繁善・若生清・渡辺謙
- 大佐：佐竹僴一郎

#### 19期
明治40年（1907年）5月31日卒業、明治40年（1907年）12月26日任官、1068名
- 大将：今村均・河辺正三・喜多誠一・㊸田中静壱・塚田攻（殉職）
- 中将：阿部規秀（戦死）・石黒貞蔵・伊藤知剛・儀峨徹二・㊹国崎登・㊺熊谷敬一・桑原四郎・②小須田勝造・⑭斎藤弥平太・㉚佐藤正三郎・関亀治・高木義人・④値賀忠治・沼田徳重・㉔秦雅尚・尾藤加勢士・平田健吉・⑪藤井洋治（戦死）・③本間雅晴（法務死）・舞伝男・前田治・増野周万・三浦敏事・柳下重治・山地坦・吉沢忠男
- 少将：飯塚慶之助・池田水藻・猪鹿倉徹郎・石原常太郎・伊藤精・稲川直衛・今井文二・遠藤春山・大塚信照・金子定一・桑名照弐・小佐治量平・古思了・㊴後藤十郎・桜井正信・神野亀市・助川静二・高橋省三郎・高橋良・高橋政蔵・津田辰参・㉒手塚省三・㉑苫米地四楼・中井重義・南雲親一郎・浜田勇（没後進級）・春見京平・福島戊・藤井貫一・富士井末吉・松尾英一・松室孝良・水野信・森本伸樹・横田卓二・湯浅政雄・若竹又男・脇坂次郎
- 大佐：宍戸功男・萩原正秀
- 中佐：岩崎孫八
- 少佐：蔭山貞吉（旧姓：橘）
- 中尉：徳田金一（殉職）・⑫山中峯太郎（依願免官）

#### 20期
明治41年（1908年）5月27日卒業、明治41年（1908年）12月25日任官、276名
- 皇族：大将朝香宮鳩彦王・大将東久邇宮稔彦王（陸相）・砲兵大佐北白川宮成久王
- 大将：③牛島満（没後進級）・⑮木村兵太郎・⑥下村定（陸相、教育総監）・㉒吉本貞一
- 中将：秋山義兌（自決）・㊲飯田祥二郎・石田保秀・井上貞衛・太田勝海・北島驥子雄・④木下敏・行徳守治・①草場辰巳・酒井隆・⑰七田一郎・篠原次郎・城倉義衛（自決）・鈴木春松・鷹森孝・㊿中井良太郎・㊷野口正義・②橋本群・㉕馬場保雄・水原義重・村井俊雄・⑱吉田悳
- 少将：秋山静太郎・石井昌一・岩倉卯門・内山隆道・岡田実・小藤恵・中尾忠彦・福井浩太郎・間崎信夫・山崎右吉・山本源右衛門
- 大佐：⑯山田長三郎（自決）

#### 21期
明治40年（1907年）入校、明治42年（1909年）5月27日卒業、明治42年（1909年）12月25日任官、418名
- 大将：⑯富永信政（戦病死）
- 中将：⑰阿部平輔・天谷直次郎・飯沼守・②飯村穣・⑬石原莞爾・井出鉄蔵・③井出宣時・今村勝次・上野勘一郎・内山英太郎・大賀茂・岡本保之・木村弘人・⑫黒田重徳・㉒上月良夫・古賀龍太郎・⑦菰田康一・塩田定市・柴田夘一・⑩島本正一・下川義忠（没後進級）・末光元広・⑮菅原道大・千田貞雄・永見俊徳・南部襄吉・林芳太郎・早淵四郎・㉕樋口季一郎・人見与一・⑨百武晴吉・㉜平林盛人・④町尻量基・㉖安田武雄・⑧横山勇・和田盈・和田義雄・渡辺右文・⑤渡辺正夫
- 少将：青木敬一・足立重郎・安藤忠一郎・池ノ上賢吉・今泉吉貞・奥村恭平・小野恭三・桂朝彦・加藤保太郎・㊹加納治雄（没後進級）・儀我誠也・来島新一・高良弼・佐々木勇・清水正雄・砂川泰・瀬川四郎・番行善・長崎守一・㉙中島三栖雄・松井節・松本標・丸山定・山田習三郎・吉田弘・若松平治
- 大佐：安江仙弘・㉗坂田義朗・佐川績
- 少佐：岡田小七
- 中尉：斎藤元宏
- 清国留学生：閻錫山

#### 22期
明治41年（1908年）入校、明治43年（1910年）5月28日卒業、明治43年12月26日任官、721名
- 中将：赤鹿理・安達二十三・安倍定・石本貞直・井関仭・磐井虎二郎・上村利道・牛島敬次郎（没後進級）・大木繁・大島駿・大場四平・小倉達次・③笠原幸雄・片山省太郎・加藤泊治郎（戦病死）・萱嶋高・北沢貞治郎・⑩北野憲造・久徳知至・越生虎之助・小林信男・小林恒一・坂口静夫・佐久間為人・佐藤質・猿谷吉太郎・椎名正健・白倉司馬太・杉浦英吉・鈴木貞次・鈴木貞一・⑧鈴木率道・関原六・①瀬谷啓・高橋多賀二・竹内寛・田中久一・⑦田辺盛武・堤三樹男・⑤寺倉正三・寺本熊市・⑥豊嶋房太郎・中村明人・中村誠一・中川広・西村琢磨・西村利温・西脇宗吉・野副昌徳・野溝弐彦・林柳三郎・原田熊吉・福島和吉郎・藤田朋・⑨本多政材・松井太久郎・松山祐三・牟田口廉也・④村上啓作・森岡皐・森田広・両角業作・矢野音三郎・山本三男
- 少将：飯塚国五郎（没後進級）・石井広吉・石谷甚三郎・今村貞治・岩佐俊・榎本宮・大久保一億・大妻茂澄・岡本鎮臣・小野賢三郎・風早清・川村赳・木村直樹・杏賢一・国方慶三・倉茂周蔵・倉林公任・小松二郎・下枝金之輔・下山源平・田北惟・月野木正雄・長島勤・中代豊治郎・服部直臣・布施安昌・松井源之助・松野尾勝明・毛利喬・米山米鹿
- 中佐：相沢三郎・城戸俊三
- 少佐：大山柏・空閑昇（自決）
- 少尉：徳川圀順

#### 23期
明治42年（1909年）入校、明治44年（1911年）5月27日卒業、明治44年（1911年）12月26日任官、740名
- 大将：⑫小畑英良（戦死）
- 中将：池田廉二・伊佐一男・石本寅三・板花義一・伊東武夫・今利龍雄・渦川正義（経理部に転科、主計中将）・及川源七・大迫通貞・太田貞昌・大津和郎（没後進級）・岡田資（法務死）・尾崎義春・小田健作（没後進級）・落合忠吉・落合松二郎・柏徳・片村四八・加藤尹義・加藤怜三・河田槌太郎・⑪神田正種・岸川健一・木村経広・河野毅（法務死）・佐伯文郎・酒井直次・坂西一良・③桜井省三・佐野忠義・佐野虎太・志位正人・志摩源吉・①清水規矩・下野一霍・⑤十川次郎・鈴木啓久・武内俊二郎・竹下義晴・竹原三郎・田尻利雄・多田保・津田美武・遠山登・永津佐比重・中山惇・奈良晃・西原貫治・根本博・野地嘉平・長谷川治良・長谷川美代次・菱田元四郎・人見秀三・平岡清・平野熙・福栄真平（法務死）・藤田茂・藤岡武雄（自決）・宝蔵寺久雄・堀井富太郎・松岡勝蔵・丸山政男・水上源蔵（自決特進）・柳川真一・山県栗花生（戦死）
- 少将：粟飯原秀・芦塚長蔵・天羽馬八・有村恒道・生田寅雄・板津直俊・入江莞爾・大井川八郎・太田藤太郎・大野宣明・岡部通・小沢武夫・小原金裕・河合潔・河根良賢（法務死）・木島袈裟雄・倉永辰治（没後進級）・斎藤肇（没後進級）・酒井美喜雄・佐々誠（法務死）・佐藤要・佐藤謙・下河辺憲二・鈴木謙二・鈴木敏行・武田精一・田塩鼎三・谷口呉朗・中井伝・新美二郎・西原八三郎・西藤金作・畑勇三郎・樋口清登・松井貫一・的野憲三郎・村上亮・森田徹・森村経太郎・山田栄三・山田茂・横山鎮明・吉川喜芳
- 大佐：②石田保政・大島久忠・橋本欣五郎・堀三也
- 中佐：江本茂夫
- 大尉：安辺浩
- 韓国留学生：中尉：金光瑞（金顕忠、金擎天）

#### 24期
明治45年（1912年）5月28日卒業、大正元年（1912年）12月24日任官、734名
- 大将：③鈴木宗作（戦死）
- 中将：青木成一・赤柴八重蔵・㉜秋山徳三郎・石井嘉穂・岩永汪・⑩上村幹男・内田孝行・大熊貞雄・小川権之助・河辺虎四郎・川並密・河原利明（没後進級）・北川一夫・櫛淵鍹一・楠本実隆・鯉登行一・㊲小林浅三郎・斎藤義次・①酒井康・重田徳松・柴田信一・柴山兼四郎・下田宣力（没後進級）・②澄田𧶛四郎・高野直満・田中信男・土橋勇逸・堤不夾貴・鳥田隆一・㉘中沢三夫・中島吉三郎・㉟中薗盛孝（戦死）・中野英光・永野亀一郎・長野祐一郎・中村次喜蔵・西山福太郎・⑨沼田多稼蔵・㊶野田謙吾・秦彦三郎・服部暁太郎・⑫馬場正郎・細川忠康・㉑本郷義夫・真野五郎・麦倉俊三郎・村岡豊・八隅錦三郎・山崎清次・山本務・横尾闊（没後進級）・横山静雄・吉岡善四郎・吉田峯太郎
- 少将：足羽善行・有馬純彦（没後進級）・飯田雅雄・伊黒清吾・石田寿・板津直剛・岡明之助（戦死）・小川全勝・尾崎盛義・⑳加藤守雄・川勝郁郎・瓦田隆根・倉橋尚・栗岩尚治・桑折勝四郎・佐久間盛一・佐々木博・塩川静・志甫勤一郎・東海林俊成・白浜重任・㉕佗美浩・竹内善次・知久八万・中尾小六・仁保進・萩原直之・長谷川正憲・馬場英夫・原田新一・平岡力・平向九十九・藤重正従（法務死）・松浦豊一・丸山八束・万城目武雄・三宅貞彦・室谷忠一・目賀田周之助・山本準一（没後進級）・山村兵衛・芳村覚司
- 大佐：鷹司信熙
- 中佐：⑯深山亀三郎（殉職）
- 少佐：飯沼守麿・田中嘉久造
- 大尉：㊿甘粕正彦・半田敏治
- 少尉：岸田國士

#### 25期
大正2年（1913年）5月26日卒業、大正2年（1913年）12月25日任官、741名
- 中将：①青木重誠（戦病死）・石田乙五郎・磯田三郎・伊藤範治・井上芳佐・㊴大城戸三治・太田米雄・奥村半二・㉑小倉尚・加嶋三郎（没後進級）・片桐茂（戦死）・加藤鑰平・ 金岡嶠・河田末三郎・菅晴次・北島卓美（没後進級）・葛目直幸（没後進級）・河野悦次郎・③古閑健・小谷一雄（原爆死）・阪口芳太郎・㉙桜田武（戦死）・⑭佐藤幸徳・④下山琢磨・末藤知文・須藤栄之助・高品彪（戦死）・高橋茂寿慶・田上八郎（法務死）・㉘武田馨・田坂八十八・立花芳夫（法務死）・⑰田中新一・田中勤・玉田美郎・田村節蔵・辻演武・㉟富永恭次・永沢三郎・中山政康・⑬中村正雄（没後進級）・那須弓雄（没後進級）・新妻雄・㊱西田祥実（没後進級）・⑥西原一策・㉔原守・原田宇一郎・伴健雄・平田正判・船引正之・⑨星野利元・㉒細見惟雄・⑯前田正実・三浦三郎・三浦忠次郎・㉝三国直福・宮川清三・宮下文夫・武藤章・村治敏男・本村千代太（戦死）・山内正文・山口信一・山崎保代（没後進級）・山路秀男・横田豊一郎・吉岡安直
- 少将：相葉健・秋山久三・浅見敏彦・石黒岩太・伊集院兼信・斎俊男（法務死）・伊東説・岩部重雄・上坂勝・宇賀武（没後進級）・江口四郎・岡村勝実・㊼岡本徳三（没後進級）・岡芳郎（没後進級）・尾子熊一郎・小田正人・粕谷留吉・加藤勝蔵・上砂勝七・亀川良夫・河合長明・杵村久蔵（没後進級）・窪田武二郎・木庭知時・小林忠雄・桜庭子郎・椎橋侃二・重松吉正・庄司巽・杉野巌・鈴木辰之助（没後進級）・高田利貞・竹内安守・長沢貫一・永田文雄・長沼稔雄・長野栄二・㊾中村肇・永山喜一・原田鶴吉・平井卯輔・平野豊次・宮尾幹・宮崎次彦・八木節太郎（没後進級）・柳勇・柳成利・山田三郎・横井忠道
- 大佐：今村安・②須見新一郎
- 中尉：松下芳男

#### 26期
大正3年（1914年）5月28日卒業、大正3年（1914年）12月25日任官、742名
陸軍大将を輩出した最後期
- 大将：栗林忠道（没後進級）
- 中将：安部孝一・天晶恵・雨宮巽（戦死）・池田浚吉・石河龍夫・稲村豊二郎・岩切秀・岩仲義治・遠藤三郎・大野広一・岡崎清三郎・落合甚九郎・落合鼎五・小原一明・影佐禎昭・木下勇（戦死）・洪思翊（法務死）・小林隆（戦死）・近藤兼利・坂本末雄・佐々木登・沢田保富・塩沢清宣・重松潔・河原利明（戦死）・篠田鐐・鈴木繁二（戦死）・千田貞季（没後進級）・田副登・田辺助友・谷口春治・中永太郎・名倉栞・外立岩治（戦死）・花谷正・林義秀・藤村謙・藤本鉄熊・正井義人・牧野四郎（戦死）・宮崎繁三郎・毛利末広・物部長鉾・矢崎勘十・柳田元三・山田清一（自決）・山本募・吉積正雄・若松只一・和知鷹二
- 少将：青山清・秋草俊・石井信・石川忠夫・井上靖・臼井倹吾・梅津真・大岩実・大内孜（没後進級）・大田熊太郎・岡島重敏・小川三郎・鬼武五一・皆藤喜代志・海福三千雄・梶浦銀次郎・加藤邦男・川口清健・河野省三・北村勝三（自決）・小池昌次・小金沢福次郎（戦死）・小林茂吉・佐藤源八・佐藤為徳（法務死）・下田龍栄門・鈴木正・住吉正・滝本一麿・竹田政一・田島正男・田中透（法務死）・田中隆吉・千知波幸治・栃木功・長友次男・南部外茂起・根岸四・橋本定寿・羽鳥長四郎・浜田十之助（抑留死）・針谷逸郎・平野儀一（法務死）・平山護義・本田農・松井秀治・宮崎武之・村上宗治・森田春次・簗瀬真琴・山県武光（自決）・山下彦平・横山伊三郎
- 大佐：李應俊（香山武俊・韓国軍中将、韓国軍初代参謀総長）・劉升烈（江本烈・韓国軍少将）・安秉範（安鐘寅、亀村貞信・韓国軍准将）
- 中佐：⑥満井佐吉・申泰英（平山輔英）
- 少佐：李大永（海東孝朋・韓国軍准将）、朴勝薫（満州国軍上校、韓国軍少将）
- 大尉：金埈元（韓国軍准将）
- 中尉：木原円次・池大亨（韓国光復軍総司令官）

#### 27期
大正4年（1915年）5月25日卒業、大正4年（1915年）12月25日任官、761名
- 中将：青木武三・秋永月三・朝野寅四郎・綾部橘樹・㉓井桁敬治（没後進級）・石川浩三郎・石田栄熊・⑦諫山春樹・石川愛・石田保忠・伊藤忍・㉗岩崎民男・⑫内田銀之助・大須賀応（没後進級）・大前憲三郎・㊶岡本清福・小薗江邦雄（没後進級）・笠原嘉兵衛・⑱片岡董・川久保鎮馬・木下栄市・木村松治郎・楠山秀吉（没後進級）・㊲国武三千雄・久野村桃代・栗栖猛夫（没後進級）・佐久間亮三・⑩佐々真之助・㊴重見伊三雄（没後進級）・四手井綱正・㉜白銀義方・相馬癸八郎・高橋坦・田坂専一・田島彦太郎（法務死）・辰巳栄一・田中友道・⑭谷田勇・田村宣武・㉘坪島文雄・永野叢人・西大條胖・納見敏郎（憲兵・自決）・⑥信氏良吉・④橋本秀信・⑤原乙未生・⑨原田次郎・樋口敬七郎・広田豊・㊽藤塚止戈夫・①藤室良輔（没後進級）・三上喜三・宮下健一郎・村田孝生・⑧山田国太郎・芳仲和太郎・㉝吉原矩・渡左近
- 少将：青木政尚・阿蘇太郎吉（没後進級）・井原茂次郎・岩根清夫・恵藤第四郎・小野行守・金岡正忠・金井満・河嶋修・木原義雄・来嶌則和・黒須源之助・古賀龍一・㉙小堀金城・小山義己・斎藤春麿・坂井武・佐々木達治郎・重信吉固・島田恵之助・赤藤庄次・白滝理四郎・多賀哲四郎・高木正実・瀧昇・谷肇・道下義行・中熊直正（戦死）・橋本博光・原田棟・平桜政吉・藤山朝章・古田建一・美田千賀蔵（戦死）・㊱蛭沼七蔵（没後進級）・元泉馨（自決）・矢ヶ崎節三・安永篤次郎・山岡重光・山口武夫・山崎武四・吉武秀人・立古睦吉
- 大佐：東宮鉄男（戦死）・北郷格郎・金錫源（金山錫源・韓国軍少将）・白洪錫（韓国軍少将）
- 中佐：金仁旭
- 少佐：㊸堀内一雄（満州国陸軍少将）
- 中尉：張錫倫（韓国軍大佐）
- 少尉：荒木五郎・関口存男

#### 28期
大正5年（1916年）5月26日卒業、大正5年（1916年）12月26日任官、651名
- 中将：秋永力・池田純久・石野芳男・井原潤次郎・鵜沢尚信・大幸喜三郎・川越守二・川俣雄人・久保禎三・国分新七郎・小柳津政雄・近藤新八（法務死）・佐藤正一・①白銀重二・武田寿・田村浩・長勇・塚田理喜智・寺垣忠雄・⑦寺田済一・当山弘道・中西良介・長嶺喜一（没後進級）・浜田平・⑤原田義和・深堀游亀・松田巌・馬奈木敬信・三島義一郎・峯木十一郎・宮崎周一・森茂樹・森赳・矢野政雄・山本清衛・④山本健児・山脇正男・芳村正義
- 少将：安倍克巳（没後進級）・石川琢磨・一木清直（没後進級）・今川一策・今関靖夫・岩田英二・遠藤新一・大河原鉄之助・小野修・角和善助・久世弥三吉・作間喬宜・佐々木勘之丞・伴信也・三宮満治・重藤憲文（戦病死）・長林勝由・能勢潤三・長谷川務・二見秋三郎・堀毛一麿・宮脇幸助
- 大佐：石川明・棚橋真作・成富政一（没後進級）
- 中尉：岡茂雄
- 中国留学生：何応欽・朱紹良・谷正倫・賀耀組

#### 29期
大正6年（1917年）5月25日卒業、大正6年（1917年）12月25日任官、536名
- 王族：中将李垠
- 中将：③有末精三・㉜磯矢伍郎・㉗稲田正純・大橋熊雄（没後進級）・⑪鎌田銓一・㉚唐川安夫・①河村参郎（法務死）・北島熊男・⑥後藤光蔵・⑱小松光彦・佐藤賢了・清水盛明・千葉熊治・寺田雅雄・土居明夫・中井増太郎・中西貞喜・中野良次・㊻額田坦・㉖萩三郎・長谷川基・守屋精爾（没後進級）・⑧吉田喜八郎・渡辺雅夫
- 少将：浅海喜久雄・一田次郎・小川団吉・小野門之助（没後進級）・㊱北川潔水・古宮正次郎（没後進級）・④園田晟之助（没後進級）・志方光之・四方諒二・玉置温和・中村隆寿・中山貞武・馬場英夫・松村千代喜・宮本清一・谷萩那華雄（法務死）・渡辺信吉
- 大佐：鳥飼恒男・長浜彰（憲兵、法務死）
- 中尉：和田勁（満州国陸軍中将）

#### 30期
大正7年（1918年）5月27日卒業、大正7年（1918年）12月25日任官、632名
- 中将：④磯村武亮（没後進級）・川上清志（没後進級）・中川州男（2階級特進）
- 少将：安達与助・⑨石井正美・石本五雄（没後進級）・㊽今井武夫・⑥今井一二三・今田新太郎・岩畔豪雄・大坪一馬・岡田菊三郎・岡田元治・小川泰三郎・㉓小畑信良・加治武雄・川目太郎・②工藤良一・㊼隈部正美・黒田茂・桑原支那吉（没後進級）・五島正（没後進級）・桜井徳太郎・桜井鐐三・佐治直影（没後進級）・㉞沢本理吉郎・鈴木敬司・⑱専田盛寿・副島太郎（没後進級）・①高嶋辰彦・土岐鉾治・中井千万騎・中村三郎・⑬那須義雄・鍋島英比古・藤村益蔵・古屋健三・前沢長重・正木博・馬淵逸雄・水野桂三・⑤宮野正年・森本軍蔵・山岡道武・山口槌夫・吉田茂登彦・渡辺三郎・⑫渡辺渡
- 大佐：大石正幸（憲兵）・風間満季・町田敬二
- 中尉：厳柱明（韓国軍准将）

#### 31期
大正8年（1919年）5月28日卒業、大正8年（1919年）12月25日任官、489名
- 中将：有末次（没後進級）・公平匡武（没後進級）・権藤恕（没後進級）・⑤田村義冨（自決）・森巌（没後進級）
- 少将：㊷青津喜久太郎・上田昌雄・宇垣松四郎・⑦臼井茂樹（没後進級）・梅津広吉・大野武城・岡田重一・奥信夫・⑥小野寺信・片倉衷・河越重定・川嶋虎之輔・⑬川本芳太郎・北村可大・久米精一・⑮小池龍二・児玉久蔵・坂間訓一・⑳真田穣一郎・志村文雄・立石方亮・中川留雄・中村忠英・南部好範（没後進級）・西義章（没後進級）・土生秀治・原田貞憲・藤原武（没後進級）・星駒太郎・三好康之・村田定雄・㉑山本茂一郎・吉永朴・和気忠文
- 大佐：大島卓・大谷敬二郎（憲兵）・富田義信（没後進級）・東平作・村中四郎
- 中佐：㉒熱海景良
- 少佐：㊱中村震太郎（没後進級）

#### 32期
大正9年（1920年）5月26日卒業、大正9年（1920年）12月26日任官、429名
- 皇族：中将賀陽宮恒憲王
- 少将：相京正夫（自決、没後進級）・青木喬・浅野克己・阿部芳光・天野正一・依知川庸治・内野宇一・宇都宮直賢・太田公秀・大坪潔・小野武雄（没後進級）・梶秀逸・鏑木正隆（法務死）・草場季喜・久保満雄・②黒川邦輔（没後進級）・小沼治夫・佐方繁木・⑧信濃成繁・柴田芳三・高品朋・寺倉小四郎・銅金義一・徳永鹿之助・富田直亮・戸波宗道・友近美晴・中村儀十郎・⑤中山源夫・①西村敏雄・丹羽勇・能登久・浜田弘・③林太平・林勇蔵・福島久作・福地春男（獄死）・福富伴蔵・本郷忠夫（没後進級）・本多三男（没後進級）・真方勲・松村秀逸・三島美貞・山田英男・山之内二郎
- 大佐：小原重孝

#### 33期
大正10年（1921年）7月27日卒業、大正10年（1921年）10月16日任官、437名
- 皇族：芳麿王（後に臣籍降下し山階芳麿侯爵（砲兵中尉）となる）
- 少将：安達久・有森三雄・⑦池谷半二郎・市田一貫（没後進級）・大平秀雄・小川一郎・小野打寛・加藤道雄・④加藤義秀・賀谷與吉（戦死）・木佐木久・江湖要一・小林誠一・坂井芳雄・⑥重安穐之助・菅井斌麿・谷川一男・坪内剛直・都甲徠・永井八津次・⑤中山寧人・西村乙嗣・野村健三・③野村恭雄・早淵恒治・広瀬四郎・松村知勝・松村弘・三輪潔・山崎正男・吉武安正
- 大佐：鈴木庫三・水谷一生・藤田実彦・山家亨
- 中佐：柴有時・神保信彦・杉本五郎（戦死）・藤田雄蔵（没後進級）
- 少佐：清水清（没後進級）
- 大尉：浅野節・①田中弥・百武俊吉・山口一太郎
- 少尉：西久保豊成

#### 34期
大正11年（1922年）7月28日卒業、大正11年（1922年）10月25日任官、345名
- 皇族：少将秩父宮雍仁親王
- 少将：池田末男（戦死）・大西洋（没後進級）・木谷美雄（没後進級）・横山明（没後進級）
- 大佐：赤松貞雄・④石井秋穂・③西浦進・⑫服部卓四郎・⑲堀場一雄
- 中佐：松井麻之助
- 少佐：岡田良一（岡田光玉）
- 少尉：西田税
- 中退：三好達治

#### 35期
大正12年（1923年）7月21日卒業、大正12年（1923年）10月25日任官、315名
- 皇族：邦久王（後に臣籍降下し久邇邦久侯爵（歩兵大尉）となる）
- 少将：権藤正威（没後進級）・佐藤直（没後進級）
- 大佐：天野勇（戦死）・④荒尾興功・稲田安良・藤井貞寿（旧姓：桐原、没後進級）・③松谷誠・八原博通
- 中佐：中谷敏男・寺平忠輔
- 大尉：大岸頼好

#### 36期
大正13年（1924年）7月18日卒業、大正13年（1924年）10月25日任官、330名
実役停年通りに昇進する閑院宮春仁王が昭和20年6月に陸軍少将に昇進するが、その他の者で少将まで昇進した者は戦死による特進の場合のみ。
- 皇族：陸軍少将閑院宮春仁王
- 少将：⑨島村矩康
- 大佐：⑦穐田弘志・㉜岡村愛一・⑰西郷従吾・佐竹金次・新藤常右衛門・杉山茂・①辻政信・西竹一（没後進級）・松本博
- 中佐：大村純毅
- 大尉：野中四郎（自決）

### 陸軍士官学校本科以降

#### 37期
大正14年（1925年）7月25日卒業、大正14年（1925年）10月26日任官、302名
- 少将：㉞加藤建夫（2階級特進）
- 大佐：①井本熊男（陸将）・⑧親泊朝省・㉟杉田一次・種村佐孝・②山縣有光
- 少佐：毛利元道
- 大尉：大蔵栄一・㉖村中孝次（刑死）

#### 38期
大正15年（1926年）7月16日卒業、大正15年（1926年）10月25日任官、340名
- 大佐：⑦岡村誠之
- 中佐：若松満則
- 大尉：安藤輝三（刑死）
- 一等主計（大尉相当官）：磯部浅一（刑死）

#### 39期
昭和2年（1927年）7月19日卒業、昭和2年（1927年）10月25日任官、292名
- 大佐：草地貞吾・①高山信武・松田武
- 中佐：大橋武夫
- 大尉：末松太平（免官）

#### 40期
昭和3年（1928年）7月17日卒業、昭和3年（1928年）10月26日任官、225名
- 大尉：河野壽（自決）・倉茂武（失官）

#### 41期
昭和4年（1929年）7月17日卒業、昭和4年（1929年）10月25日任官、239名
- 皇族：茂麿王（後に臣籍降下し葛城茂麿伯爵（中佐）となる）
- 中佐：高橋清伍（没後進級）
- 少佐：稲波弘次
- 大尉：荒木克業（戦死）
- 中尉：栗原安秀（刑死）・中橋基明（刑死）

#### 42期
昭和5年（1930年）7月19日卒業、昭和5年（1930年）10月25日任官、218名
- 皇公族：中佐竹田宮恒徳王・中佐李鍵公
- 中佐：稲葉正夫・尾関正爾・⑨加登川幸太郎・⑭竹下正彦・塚本政登士

#### 43期
昭和6年（1931年）7月22日卒業、昭和6年（1931年）10月26日任官、227名
- 皇族：砲兵少佐北白川宮永久王
- 中佐：天野良英（陸将）・広瀬栄一（陸将）・㉔藤原岩市（陸将）・牟田弘國（空将）・吉江誠一（陸上自衛隊第7代陸上幕僚長）

#### 44期
昭和7年（1932年）7月11日卒業、昭和7年（1932年）10月25日任官、315名
- 中佐：㉘浦茂（空将）・白石通教・神直道・②瀬島龍三・宮元静雄
- 少佐：松浦邁
- 中尉：坂井直（刑死）

#### 45期
昭和8年（1933年）7月11日卒業、昭和8年（1933年）10月20日任官、337名
- 皇公族：中佐朝香宮孚彦王・大佐李鍝公
- 中佐：㉕朝枝繁春・⑥井田正孝・椎崎二郎（自決）・島田豊作・⑩高木作之（空将）・⑪山内豊秋
- 少佐：大室孟（空将）・東愛吉（一等陸佐）・李炯錫（若松勇作）
- 中尉：田中勝（刑死）

#### 46期
昭和9年（1934年）6月卒業、338名
- 少佐：⑫緒方景俊（空将）・小岩井光夫・野口省己（陸将補）・畑中健二（自決）・㉚晴気誠（自決）・堀栄三（陸将補）・⑩益田兼利
- 大尉：西住小次郎（戦死）
- 少尉：安田優（刑死）

#### 47期
昭和8年（1933年）4月入校、昭和10年（1935年）6月卒業、330名
- 満州国軍中校（中佐相当）：満州国元首の弟・醇親王継嗣：愛新覚羅溥傑
- 少佐：井川省（1946年インドシナ戦争で戦死）・①小林友一・野中国男（自決）・⑬山口立（陸将）
- 少尉：池田俊彦・清原康平・林八郎（刑死）

#### 48期
昭和11年（1936年）6月卒業、388名。卒業の年に2.26事件があった。
- 皇族：少佐三笠宮崇仁親王
- 中佐：⑧薬丸兼教（没後進級）
- 少佐：⑤衣笠駿雄・川島威伸・後勝・成松長正・松田靖彦

#### 49期
昭和12年（1937年）6月卒業、471名。終戦までの戦没者は殉職含め165名
- 皇族：少佐東久邇宮盛厚王
- 少佐：⑲上田泰弘（空将)・土持則正・中村龍平・野田毅（法務死）・李鍾贊・蔡秉徳（大島秉徳）

#### 50期
陸士1937年12月卒業426名。戦死者129名、戦病死18名、殉職4名、終戦時自決1名
- 少佐：釜賀一夫（陸将補）・倉澤清忠（航士）・⑪津野田知重（免官）・㉟堀江正夫（陸将）・①曲寿郎・李龍文（山本健雄）・好川三郎
- フィリピン：ホセ・S・ラウレル3世（ホセ・ラウレル大統領次男）

#### 51期
1938年12月卒業461名。戦没者188名、自決4名

#### 52期
1939年9月卒業508名。戦死167名、戦病死18名、殉職29名、自決4名、法務死2名
- 少佐：古賀秀正・㊻志位正二・田中賢一（陸将補）・宮辺英夫・山本舜勝（陸将補）
- 大尉：③若林東一（戦死）
- 朝鮮半島出身者：朴範集（東林益範）

#### 53期
1940年2月卒業1365名。戦死者651名
- 大佐：奥山道郎（義烈空挺隊長、戦死、二階級特進）
- 少佐：石井卓雄（ベトナム独立戦争で戦死）・岡島哲（自決）・奥田鑛一郎・亀岡高夫・杉山龍丸・千明武久（戦死）・申應均（平山勝敏）・牧勝美・三好秀男（陸上自衛隊第11代陸上幕僚長）

#### 54期
1940年9月卒業1798名。戦没者762名、戦病死92名、法務死4名、殉職76名、終戦時自決2名
- 皇族：彰常王（後に臣籍降下し粟田彰常侯爵（陸軍大尉）となる）
- 大尉：和泉照雄・伊東孝一・金貞烈（香川貞雄）・小城正・駒野昇・高品武彦・高村武人・塚本勝一（陸将）・徳丸明（空将）・藤井政美・松島博

#### 55期
1941年7月卒業1755名。戦没者962名
- 皇族：大尉邦寿王
- 中佐：伊舎堂用久
- 大尉：伊佐二久・上原重太郎・太田武男（藤崎武男）・金昌圭・長島厚・永野茂門・藤原彰・又吉康助・劉載興
- 留学生：丁一権

#### 56期
1942年12月卒業1672名。戦没者1003名
- 少佐：田中秀志（2階級特進、戦死）
- 大尉：李亨根（松山武雄）・崔昌植（高山隆）・金鍾碩（日原正人）・伊藤正康・大河内鷹・酒井次武
- 中尉：阿南惟晟（戦死）
- 少尉：阿南惟敬
- 留学生：朴林恒（鶴山林恒）

#### 57期
1944年（昭和19年）4月卒業1268名。戦没者七百数十名
- 中尉：飯山茂・大島国雄・杉山康彦・鈴木敏通・村上兵衛

#### 58期
1945年（昭和20年）6月卒業1146名
終戦直前任官した陸軍最後の少尉であり、戦後占領軍により1951年春まで公職から追放された。
- 少尉：太田穣、岡澤完治・村井澄夫・丁來赫（玉岡聖賢）・朴元錫（徳田元教）・申尚澈（永田達明）・安光銖（亀村正経）・山口信夫・川北博・下山敏郎・宮崎繁樹・吉田泰造・鶴田芳廣・沢田寿朗

#### 59期
終戦後に特別に卒業資格を付与、一般大学の受験資格を得た。陸士1250名
1943年4月1日に陸軍予科士官学校入校、1944年10月13日に予科士官学校卒業、同日に士官候補生を命ぜられ、1944年10月14日に士官学校入校、同日に兵長の階級を与えられ、1945年1月15日に伍長の階級に進み、1945年3月15日に軍曹の階級に進むが、在校中に終戦を迎えた。1961年に59・60期の同窓会「国史会」一部の者がクーデターを企画して破防法適用事件第1号となった（三無事件参照）。
- 軍曹：東條敏夫・梶山静六・杉山茂雄・張昌國・中谷鉄也・野地二見・吉田晶

#### 60期
陸士1824名。1944年2月21日幼年学校出身者は予科士官学校へ仮入校。
本科生徒たる兵長で士官学校閉校。
- 兵長：飯尾憲士・近岡理一郎・中條高德・渡部敬太郎（陸将）・小野田昭彦（平田昭彦）・加藤六月・柳川覚治

#### 61期
- 皇族：俊彦王
- 赤崎義則・伊藤茂・奥田敬和・久保亘・佐藤晃・高沢寅男・吉峯良二

## 関連書籍
- 『市ヶ谷台に学んだ人々』桑原獄 著、文京出版、2000年9月。ISBN 4-938893-11-8。